# ヴィクター・ジョージ・カヴァナー (1874年生のラグビー指導者)
ヴィクター・ジョージ・カヴァナー（Victor George Cavanagh、1874年 - 1952年）はニュージーランドのラグビーユニオン選手、指導者。“オールド・ヴィック”・カヴァナーとして知られる。
彼の子は同じくラグビー指導者の“ヤング・ヴィック”・カヴァナー。子のヤング・ヴィックとともに、ニュージーランドのラグビー競技の発展に多大な影響を与えた。

## 生涯
オールド・ヴィックは1874年にニュージーランドのオタゴ地方ダニーデンにあるキャバーシャムで誕生。彼はキャバーシャムRFCとパシフィック・クラブの合併により1899年に誕生したダニーデンのサザン・クラブにおいて、初代キャプテンを務めた。彼はまた、オタゴラグビーフットボール協会の代表にも選ばれ、よいコーチとして知られるようにもなった。1913年には協会において選考委員も務めた。カヴァナーはオタゴ選手権においてサザンを指揮し、第一次世界大戦前までにサザンを3度の優勝に導いた。
戦後はオタゴ大学Aチームの監督に就任し、1923年から1934年までの連覇を導いた。1929年、オールド・ヴィックはブレイクダウンにおいて体重の軽いフォワードの学生がボールを獲得することを目的として、「ルーズスクラム」の技術を開発した。最新鋭の3-4-1スクラムはフォワードのプレイに革命をもたらし、後にヤング・ヴィックが「サザン・スタイル」と呼ばれる形に改善した。これにより第二次世界大戦期に、オタゴ地方におけるラグビーに優位性をもたらした。